# Вивільга зеленоголова
Вивільга зеленоголова (Oriolus chlorocephalus) — вид співочих птахів родини вивільгових (Oriolidae).

## Поширення
Вид є звичайним і досить поширеним птахом у Кенії та Танзанії. Зустрічається також у Малаві та Мозамбіку. Вид мешкає у тропічних та субтропічних дощових лісах.

## Підвиди
Таксон включає три підвиди:
- O. c. amani Benson, 1946: поширений на південному сході Кенії та східній Танзанії;
- O. c. chlorocephalus Shelley, 1896: трапляється в Малаві та центральному Мозамбіку;
- O. c. speculifer Clancey, 1969: поширений на півдні Мозамбіку.